# Schönblick (Weimar)

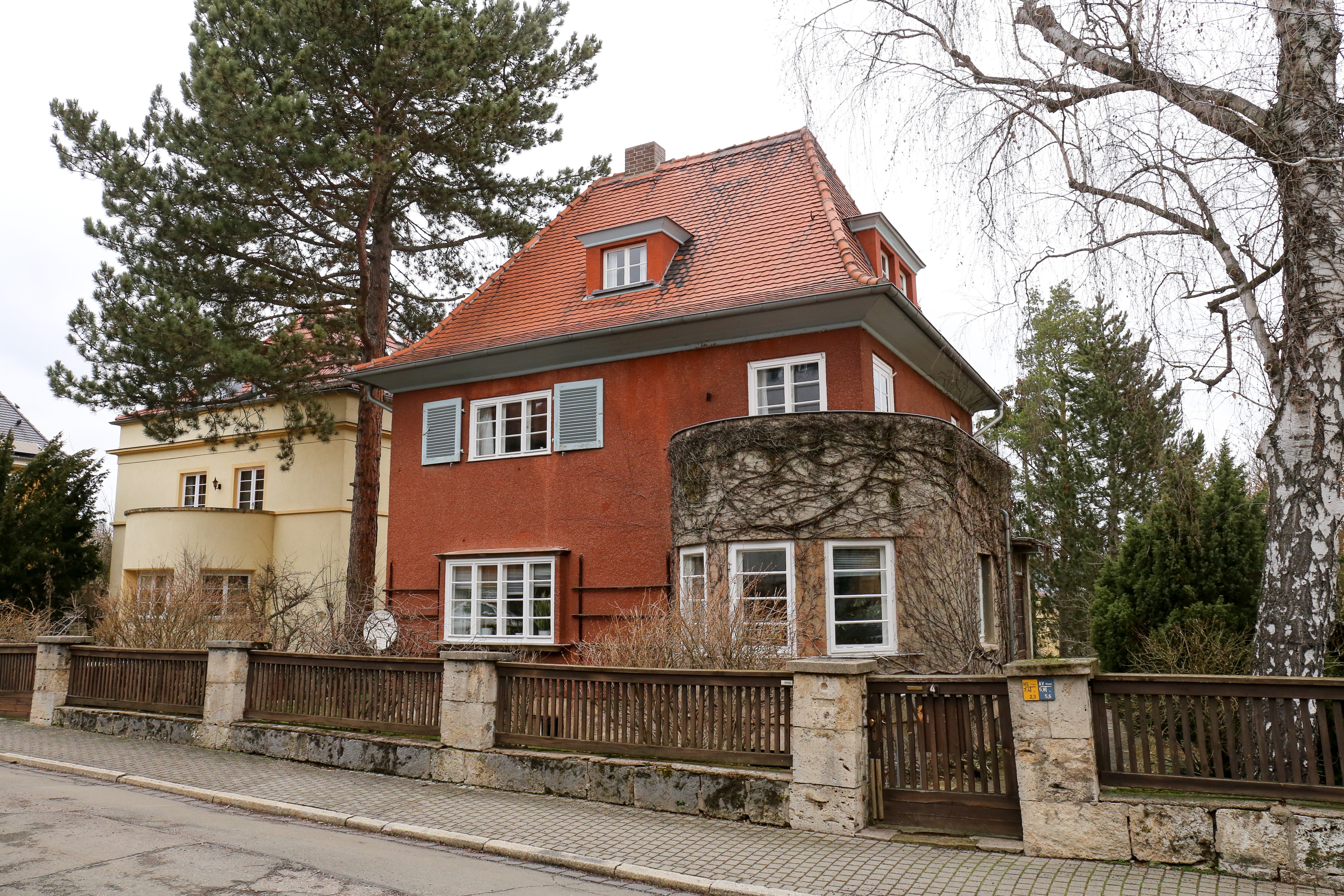
Am Schönblick 4

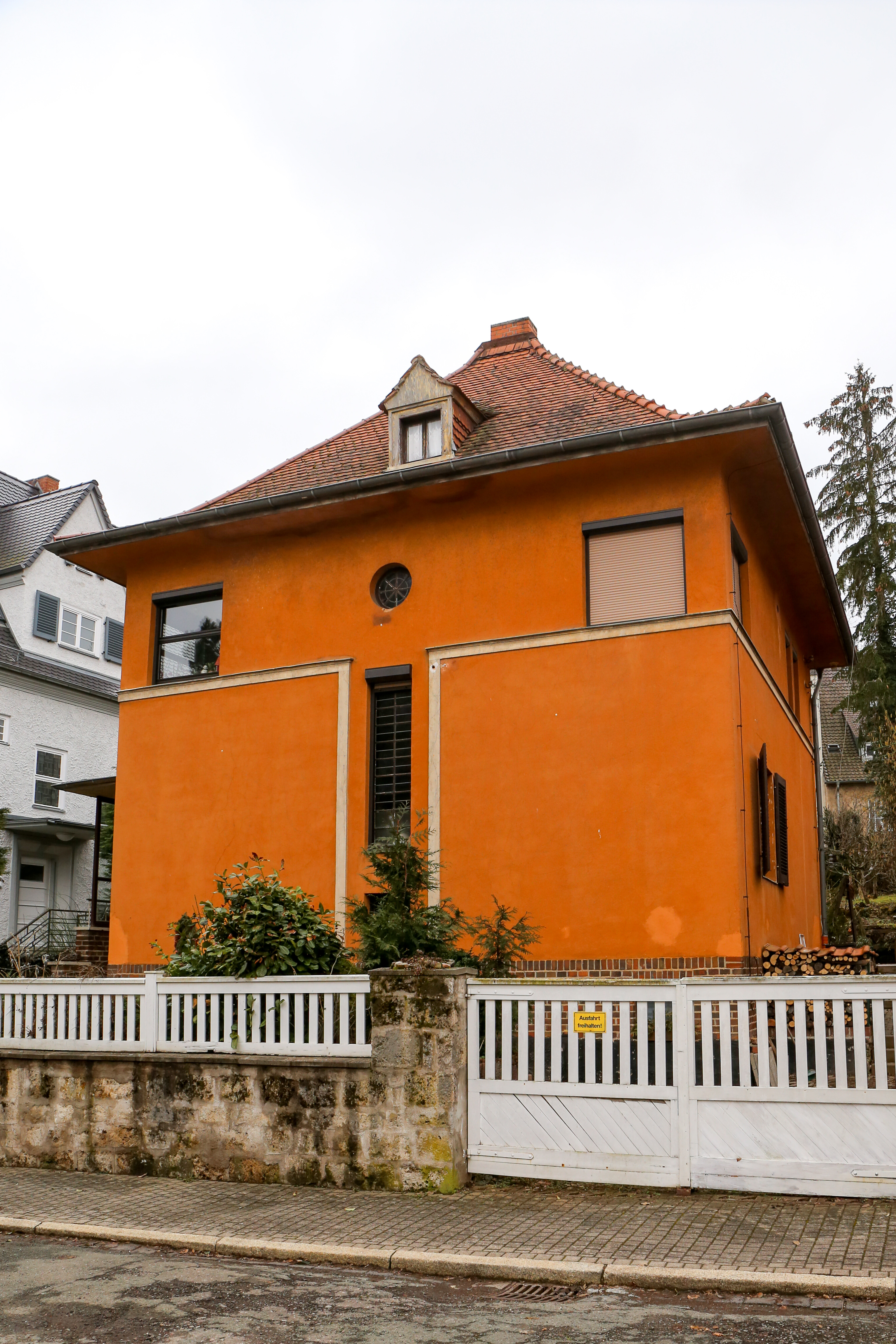
Am Schönblick 9

Der Schönblick ist ein in der Weimarer Westvorstadt im Bereich der Windmühlenstraße liegender statistischer Bezirk, der westlich vom Kirschbachtal und nördlich von der Erfurter Straße begrenzt wird.  Auch ein Straßenzug heißt Am Schönblick. 
Der Schönblick liegt erhöht, so dass von hier die ganze Stadt Weimar überblickt werden kann.
Die Gebäude Am Schönblick 4 und 9 stehen auf der Liste der Kulturdenkmale in Weimar. 
Viele Gebäude stammen aus den 1930er Jahren und sind der Reformarchitektur oder dem Art déco zuzurechnen. Es gibt aber auch Genossenschaftswohnungen aus den 1970er Jahren. In diesem Bereich liegt auch das Hasenwäldchen.